# Hassop Hall
Hassop Hall est une maison de campagne du XVIIe siècle près de Bakewell, dans le Derbyshire, qui est exploitée comme hôtel jusqu'à sa fermeture le 29 septembre 2019. Il s'agit d'un bâtiment classé Grade II*.

## Histoire
Le Manoir appartient à la famille Foljambe jusqu'au XIVe siècle avec le mariage d'Alice Foljambe avec Robert Plumpton. Son fils, William Plumpton, est Haut-shérif du Derbyshire en 1453. Les Plumpton vendent le domaine en 1498 à Catherine Eyre.
Le manoir est considérablement reconstruit au début du XVIIe siècle par Thomas Eyre. Pendant cette période, les Eyres sont fortement royalistes et pendant la guerre civile, la famille y installe une garnison de l'armée du roi. En 1646, le domaine est mis sous séquestre par le Commonwealth et Rowland Eyre est obligé de payer une amende de 21 000 £ pour le récupérer .
La maison est reconstruite vers 1774. En 1814, elle passe à Francis Eyre.
En 1816-1817, Francis Eyre construit une chapelle catholique romaine, l'église de Tous les Saints, Hassop, à côté du pavillon d'entrée de la maison; la conception, par Joseph Ireland, est basée sur celle du St Paul's Covent Garden d'Inigo Jones. Le bâtiment est ensuite transféré au diocèse de Nottingham. À partir de 1827, Eyre modifie considérablement la maison elle-même, créant un manoir substantiel avec une façade sud de trois étages et sept baies alternativement inclinées sur toute la hauteur, et une porte d'ordre toscane à fronton.
En 1833, Mary Dorothea Eyre, qui épouse Charles Leslie, hérite du domaine Hassop. En 1919, la famille Leslie le vend à Henry Stephenson. La famille Stephenson vend la maison et le terrain en 1975 à Thomas Chapman, qui le transforme en hôtel . Les fils de Thomas Chapman, Richard et Tom, dirigent l'hôtel au cours des années suivantes, en maintenant ses normes élevées. Le manoir est vendu au propriétaire de la maison de soins John Hill et à sa femme Alex  et revient à un usage résidentiel privé en 2019 .